# Наргизтепе
Наргизтепе  (азерб. Nərgiztəpə) — местность в Ходжавендском районе Азербайджана. Расположена в Мильской степи, в 5 км к востоку от райцентра и к югу от русла реки Ханашенчай. Здесь найдены археологические объекты — остатки поселения, относящегося к эпохе бронзового века.
Площадь поселения более 1 га, а высота — 8 м.
Часть найденной в Наргизтепе глиняной посуды относится к культуре кувшинных погребений, другая часть — к эпохе средней бронзы (первая половина II тысячелетия до н. э.). Судя по находкам керамики и расписной посуды, культурные отложения поселения Наргизтепе идентичны верхним слоям Узерлик-тепе, поселения эпохи средней бронзы, на восточной окраине Агдама.
Внимание средств массовой информации к этому месту было привлечено в 2008 году, когда появилась информация о строительстве здесь властями Азербайджана посёлка для вынужденных переселенцев из Карабаха на 5—6 тысяч человек. По поводу возможности существования в соответствующем месте населённого пункта с таким количеством жителей высказывались сомнения. В 2011 году журналисты агентства Regnum опровергли сообщение о строительстве посёлка для вынужденных переселенцев. По их данным, здесь имеется небольшое население, жившее в этой местности ещё до начала Карабахского конфликта.
В октябре 2011 года недалеко от Наргизтепе состоялось открытие площади государственного флага Азербайджана и мемориала погибшим в Карабахском конфликте.